# Fundación y Tierra
Fundación y Tierra (título original en inglés: Foundation and Earth) es una novela de ciencia ficción escrita por Isaac Asimov, publicada en 1986 por la editorial Doubleday. Fue publicada en español por primera vez en 1987 por la editorial Plaza & Janés. Es la quinta novela de la serie de la Fundación, y continúa la historia en el punto en el que terminó la novela previa Los límites de la Fundación (1982).

## Estructura
El libro fue concebido en partes, al igual que la mayoría de la serie, pero estas no fueron publicadas por separado en ninguna revista.
1. Primera parte: Gaia
2. Segunda parte: Comporellon
3. Tercera parte: Aurora
4. Cuarta parte: Solaria
5. Quinta parte: Melpomenia
6. Sexta parte: Alfa
7. Séptima parte: La Tierra

## Argumento
El concejal Golan Trevize, el historiador Janov Pelorat y Bliss del planeta Gaia (todos se conocieron en el libro Los límites de la Fundación) inician un viaje en el que quieren encontrar el planeta en el que empezó la especie humana, la Tierra. El propósito del viaje es resolver la duda que Trevize mantiene acerca de la decisión que tuvo que tomar en la historia anterior de la serie, Los límites de la Fundación.
El primer planeta al que llegan con su nave, que les permite visitar cualquier punto de la Galaxia en un instante, es Comporellon, que reclama ser el planeta más viejo actualmente habitado. Aunque otros planetas también reclaman ser el planeta más viejo, el planeta original, Comporellon tiene una historia muy larga que lo hace probable. Cuando llegan, son arrestados, pero se escapan. En este planeta encuentran las coordenadas de 3 planetas espaciales. Los espaciales son los primeros colonos de la Tierra en el espacio por lo que estos planetas deberían de estar cerca del planeta original, la Tierra.
El primer planeta de los espaciales que visitan es Aurora, en el que casi los matan una manada de perros salvajes, son los descendientes de los perros domésticos que se han convertido en perros-lobos salvajes tras la desaparición de los espaciales del planeta. Consiguen escaparse cuando Bliss manipula las emociones de las mentes de los animales haciéndoles retroceder. 
Después van a Solaria, donde encuentran que todavía existen espaciales. Han evolucionado para convertirse en hermafroditas por lo que no necesitan contacto con otras personas para su reproducción. Los habitantes de Solaria no tienen contacto físico entre ellos. También han desarrollado la habilidad de canalizar mentalmente grandes cantidades de energía con transductores en su cerebro que les permite controlar todos los robots que están a su cargo. Los solarianos evitan intencionalmente tener contacto entre ellos y solamente se reproducen cuando necesariamente tienen que reemplazar a alguien que haya muerto. Bliss, Pelorat y Trevize son recibidos por un solariano llamado Bander en su alojamiento formado por kilómetros de habitaciones y túneles. Casi los mata y Bliss tiene que matarlo en defensa de Trevize. Al morir, la energía de todo su complejo y robots desaparece. Mientras escapan se encuentran con un niño, que no ha desarrollado todas sus habilidades de transducción. Es el hijo de Bander, Fallom. Al intentar escapar se encuentran con un grupo de robots que le informan de que al morir Bander y no estar desarrollado Fallom van a matarlo y substituirlo por otro solariano. Bliss no puede evitar sentir una actitud protectora e insiste en llevárselo con ellos.
El siguiente planeta que visitan es Melpomenia, el tercer y último planeta espacial del que conocen su localización. Encuentran que su atmósfera de oxígeno ha desaparecido. Visitan una ciudad en sus trajes espaciales y llegan a la librería, dónde encuentran una estatua con las coordenadas de todos los mundos espaciales. Usándolas deducen que la localización de la Tierra se encuentra en el centro de esos mundos espaciales al ser el centro de colonización. Mientras salen del entorno hostil de Melpomenia, un hongo que se alimenta del dióxido de carbono infecta los trajes espaciales y la nave espacial y del que se libran gracias al calor producido por el blaster de Trevize disparando a la mínima potencia.
Visitan Alfa Centauri y se encuentran los remanentes de los habitantes de la Tierra, que después de muchos milenios fueron establecidos en ese planeta tras un desastre ambiental. Los nativos son muy amistosos, y Bliss, Trevize, Pelorat, y Fallom (que está aprendiendo a usar sus poderes) deciden tener un cierto descanso y relax. Una mujer que ha cogido cierta simpatía con ellos les avisa de que los nativos intentan matarles transmitiéndoles un virus artificialmente diseñado al cual la población del planeta es inmune pero no así los forasteros. Logran escapar por la noche, antes de que el virus pueda ser activado de forma remota. Al descubrir que Alfa Centauri no es el sistema origen de la humanidad, se dirigen al sistema que falta, el Sol.
Al aproximarse a la Tierra detectan que es altamente radiactiva, no puede tener vida y ellos mismos no pueden pasar más de media hora en su superficie. Ven su satélite, la Luna, que posee un tamaño desproporcionado para los satélites que ellos conocen de los mundos habitados y deciden visitarla. Cuando descienden, guiados por una fuerza desconocida, encuentran a R. Daneel Olivaw, que les explica que ha estado manipulando la humanidad durante miles de años con el fin de protegerla. Provocó la colonización de Alfa Centauri, la creación de Gaia y la creación de la psicohistoria (como puede leerse en Preludio a la Fundación y Hacia la Fundación). También manipuló de algún modo a Trevize en su búsqueda de Gaia (Los límites de la Fundación), aunque no en la decisión que tomó.
Trevize confirma la decisión que tomó ya que las experiencias que ha tenido en los planetas que han visitado en su viaje le confirma que la creación de Galaxia, una conciencia colectiva, es la elección correcta. Daneel continúa explicando que desde el comienzo de la civilización, el hombre se encontraba dividido. Esta fue la razón por la que provocara la creación de la psicohistoria y Gaia. La necesidad de entender la humanidad como un todo y no como la suma de las individualidades es su motivación.
El libro finaliza con una conclusión de Trevize en la que razona que en toda la Galaxia solo han encontrado la inteligencia de la humanidad, no se ha enfrentado otra civilización de tipo alienígena a nuestro conocimiento. Esta situación podría continuar durante unos siglos, poco más de la milésima parte de la existencia de la civilización humana y podríamos estar seguros de las amenazas de otras civilizaciones extragalácticas que podrían dividirnos y dominarnos. "A fin de cuentas - y aquí sintió Trevize una súbita aprensión que se obligó a pasar por alto-, no es como si ya tuviésemos al enemigo entre nosotros. Y no bajó la mirada para no encontrase con los ojos reflexivos de Fallom (hermafrodita, transductora, diferente) que le estaban mirando fijos, insondables."

## Personajes
- Golan Trevize, consejero de la Primera Fundación en el exilio, que por su don de llegar a la conclusión correcta a partir de datos insuficientes ha sido atraído subrepticiamente hasta el planeta/conciencia colectiva Gaia, donde toma la decisión en nombre de la especie humana sobre el futuro a seguir por ésta.
- Janov Pelorat, historiador cincuentón, compañero de viaje de Trevize. Es experto en leyendas y folklore sobre el mítico planeta Tierra supuesto origen de los humanos, tema al que ha dedicado su vida. Tiene una relación sentimental con la gaiana Bliss.
- Bliss, hermosa joven del planeta/conciencia colectiva Gaia y actual pareja sentimental de Janov Perolat.

## Referencia bibliográfica
- Isaac Asimov, Fundación y Tierra. Editorial Debolsillo: Barcelona, 2003. ISBN 84-9759-922-5